# Give Life Back to Music
«Give Life Back To Music» es una canción del dúo francés Daft Punk, convirtiéndose como el quinto y último sencillo del álbum Random Access Memories, publicado oficialmente el 31 de enero de 2014.

## Producción y escritura
Rodgers comentó que la colaboración era "algo que habíamos platicado por mucho tiempo entre Daft Punk y yo. Nosotros lo habíamos respetado mutuamente sin cesar". Él conoció al dúo por primera vez una fiesta donde el tema era relacionado con las canciones de Daft Punk en la ciudad de Nueva York hace varios años atrás y señaló que una serie de accidentes y conflictos de programación había retrasado su oportunidad de colaborar desde entonces con ellos.  
Daft Punk más tarde visitó la casa de Rodgers para una sesión informal, y más tarde, Rodegers aceptó hacer una colaboración oficial con el dúo. Ellos finalmente invitaron a Rodgers a las sesiones del álbum Random Access Memories que en ese momento se estaba grabando en Electric Lady Studios en Nueva York donde, casualmente, era el estudio donde el primer sencillo de Chic (grupo donde Rodgers dio su salto a la fama) se había grabado, y además, el estudio esta en el barrio en el que Rodgers se crio. Expresó que el trabajo con Daft Punk "", y que motivaron el uno al otro para sobresalir al colaborar en el álbum. Comentó que el estilo del dúo ha evolucionado mientras explora simultáneamente el pasado de la música, que expresa que " se volvieron a ir adelante". 
La mayor parte de las sesiones de vocales para el álbum tuvo lugar en París, mientras que las secciones de ritmo se grabaron en los Estados Unidos. Los efectos de sonido fueron grabados con la ayuda de expertos en cine por parte de la Warner Bros. Cuando se le preguntó cuál de los dos miembros de Daft Punk realizaron las voces robóticas en el álbum, Bangalter expresó que no tenía importancia. El dúo produjo la mayor parte de las pistas de vocoder en su estudio privado en París, después realizado Mick Guzauski lo coprodujo en Capitol Studios.
Giorgio Moroder explicó que Daft Punk tomaría "una semana más o menos" para encontrar un sonido vocoder adecuado, y otros días adicionales para grabar las letras. Gonzales, quien tocaba el teclado para "Give Life Back To Music", declaró en una entrevista que su contribución al álbum fue una sesión de solo un día: "He tocado durante horas y ellos toman lo que grabé y lo convierten en lo que sea". Explicó que Daft Punk sabía como dirigirlo al tocar el piano, así como de la misma manera que un director de cine puede dirigir a un actor, después, Gonzales y Daft Punk abandonaron el estudio de Los Ángeles sin el conocimiento de lo que el producto final sonaría. 
Más tarde, en la analogía cinematográfica, dijo que su presencia en el álbum era el equivalente de un cameo en lugar de un papel de liderazgo, y que "se requería de un gran director de cine, como Daft Punk para utilizar a la persona adecuada".  Gonzales grabó previamente una versión con piano de la canción de Daft Punk "Too Long" que apareció en el álbum "Daft Club" en 2003.

## Composición
"Give Life Back To Music" contiene un acompañamiento de guitarra de Nile Rodgers y de Paul Jackson, Jr., la batería estuvo a cargo de John "JR" Robinson, y las letras fueron cantadas por Daft Punk usando vocoders.

## Vídeo musical
El video consiste en un disco en un Tocadiscos girando durante la canción.

## Posiciones en listas
| Lista (2014)                                | Mejor posición |
| ------------------------------------------- | -------------- |
| Bélgica (Flandes) (Ultratip Bubbling Under) | 2              |
| Bélgica (Valonia) (Ultratip Bubbling Under) | 12             |
| Dinamarca (Bit Track (Tracklisten))         | 12             |
| Estados Unidos (Bubbling Under Hot 100)     | 13             |
| Estados Unidos (Hot Dance/Electronic Songs) | 18             |
| Estados Unidos (Hot Dance Club Songs)       | 9              |
| Francia (SNEP)                              | 23             |
| Japón (Japan Hot 100)                       | 77             |
| Suecia (Sverigetopplistan)                  | 35             |
| Suiza (Schweizer Hitparade)                 | 58             |